# Blaberus paulistanus
Blaberus paulistanus är en kackerlacksart som beskrevs av Guilherme A.M.Lopes och de Oliveira 2000. Blaberus paulistanus ingår i släktet Blaberus och familjen jättekackerlackor. Inga underarter finns listade.